# The Snow Bride
The Snow Bride è un film muto del 1923 diretto da Henry Kolker. Ambientato nei territori canadesi del Nord-Ovest, di genere melodrammatico, aveva come interpreti Alice Brady, Maurice B. Flynn, Mario Majeroni.

## Trama

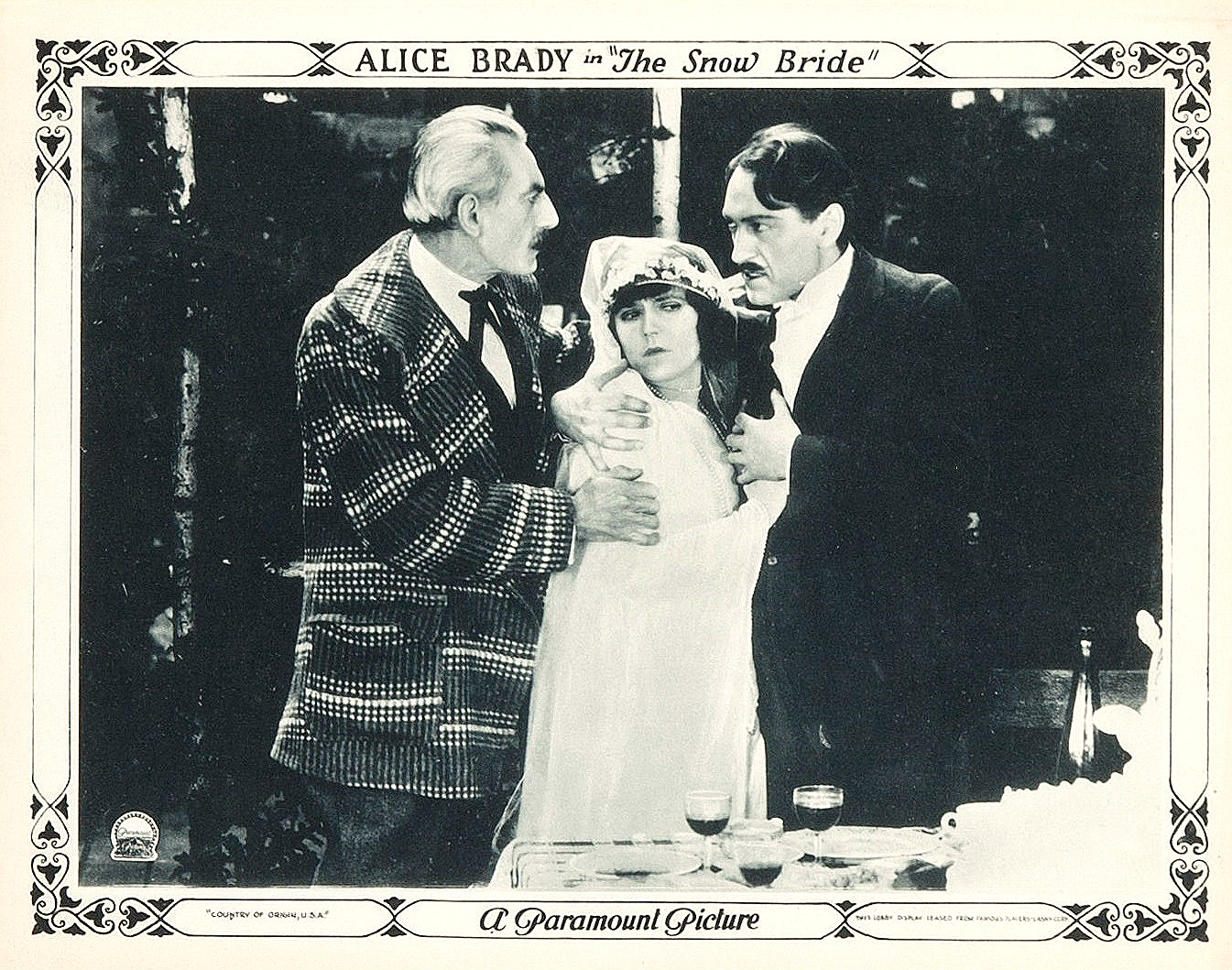
Mario Majeroni, Alice Brady, Jack Baston

Innamorata dello sceriffo André Porel, Annette Leroux è disperata quando suo padre Gaston la promette a Paul Gerard. Quest'ultimo, per averla, ricatta Gaston essendo stato testimone dell'uccisione dell'indiano Charlie per mano del vecchio Leroux. La giovane, affranta, contempla il suicidio ma la bevanda avvelenata che ha preparato per sé viene bevuta per errore da Gerard che muore. Condannata per omicidio, Annette viene portata al capestro proprio da André, il suo innamorato. Ma una valanga seppellisce la forca, uccidendo anche Gaston. Gli abitanti del villaggio prendono questo come un segno dell'innocenza di Annette che, ormai libera, può sposare lo sceriffo.

## Produzione
Il film fu prodotto dalla Famous Players-Lasky Corporation.

## Distribuzione
Il copyright del film, richiesto dalla Famous Players-Lasky Corp., fu registrato il 24 aprile 1923 con il numero LP18892.

Distribuito dalla Paramount Pictures, il film uscì nelle sale statunitensi il 20 aprile 1923.
Non si conoscono copie ancora esistenti della pellicola che viene considerata presumibilmente perduta.